# 김상재
김상재(1968년 4월 24일 ~)는 쌍방울, 롯데에서 뛴 전 야구 선수다.

## 출신 학교
- 개성고등학교
- 동아대학교

## 같이 보기
- 1991년 쌍방울 레이더스 시즌
- 1994년 롯데 자이언츠 시즌